# Реитерация
Реитерация — морфогенетический процесс, посредством которого организм дублирует, воспроизводит или восстанавливает свою собственную элементарную архитектуру. Результат этого процесса именуется «реитерируемым комплексом» или «реитератом».
В основе формирования крон деревьев лежит реализация в процессе онтогенеза генетической программы развития растения, видимое выражение которой обозначают как архитектурную модель. Однако специфика строения крон деревьев определяется и другими процессами, описываемыми концепцией реитерации. Реитераты могут возникать из спящих почек или почек возобновления в ответ на травматические события (включая формирующую обрезку), особенности освещения или при улучшении ресурсного обеспечения дерева. Ярким примером проявления реитерации служит клён ясенелистный (Acer negundo L.).